# راب هیمن
راب هیمن (انگلیسی: Rob Hyman؛ زادهٔ ۲۴ آوریل ۱۹۵۰) یک موسیقی‌دان اهل ایالات متحده آمریکا است.
 وی از سال ۱۹۷۸ میلادی تاکنون مشغول فعالیت بوده‌است.